# Junonia hierta
Junonia hierta är en fjärilsart som beskrevs av Fabricius 1798. Junonia hierta ingår i släktet Junonia och familjen praktfjärilar. IUCN kategoriserar arten globalt som livskraftig. Inga underarter finns listade i Catalogue of Life.

## Bildgalleri

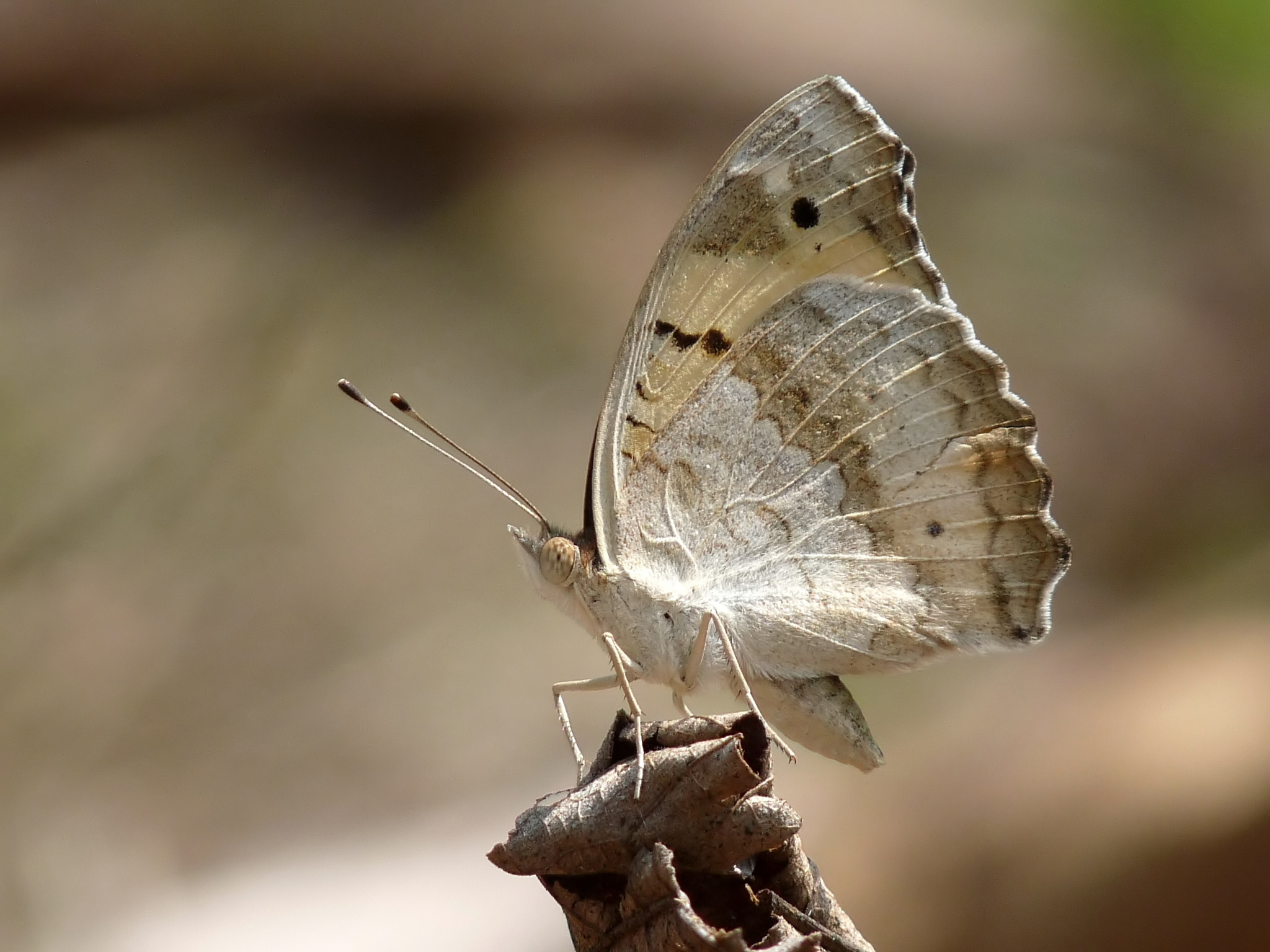
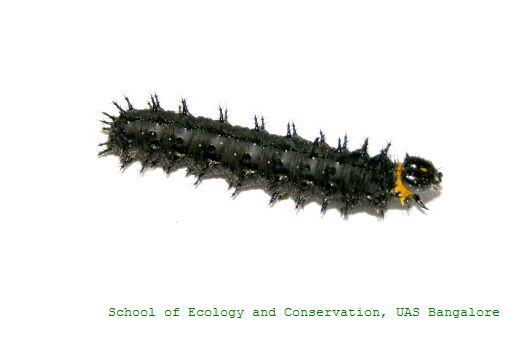
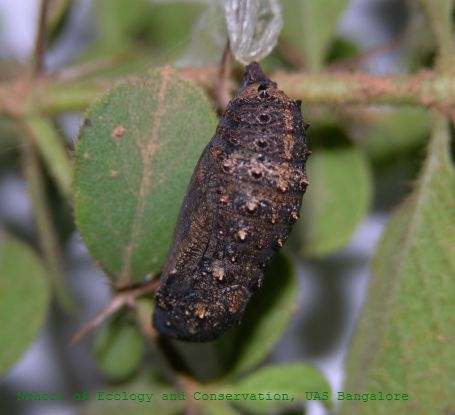
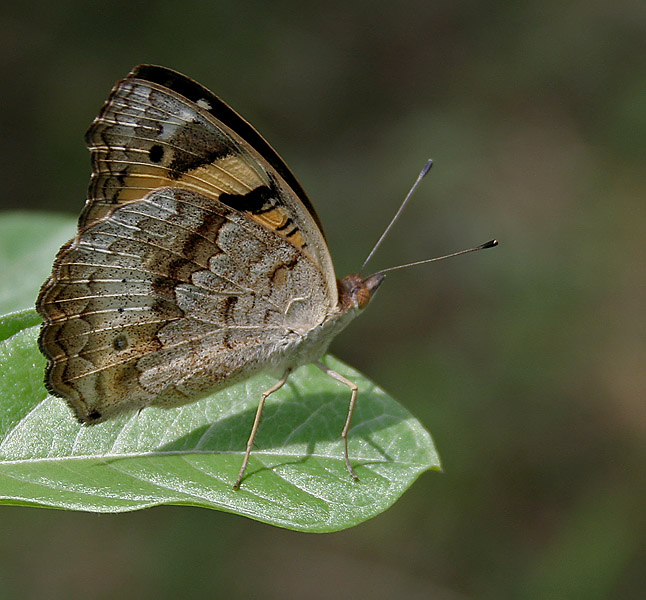
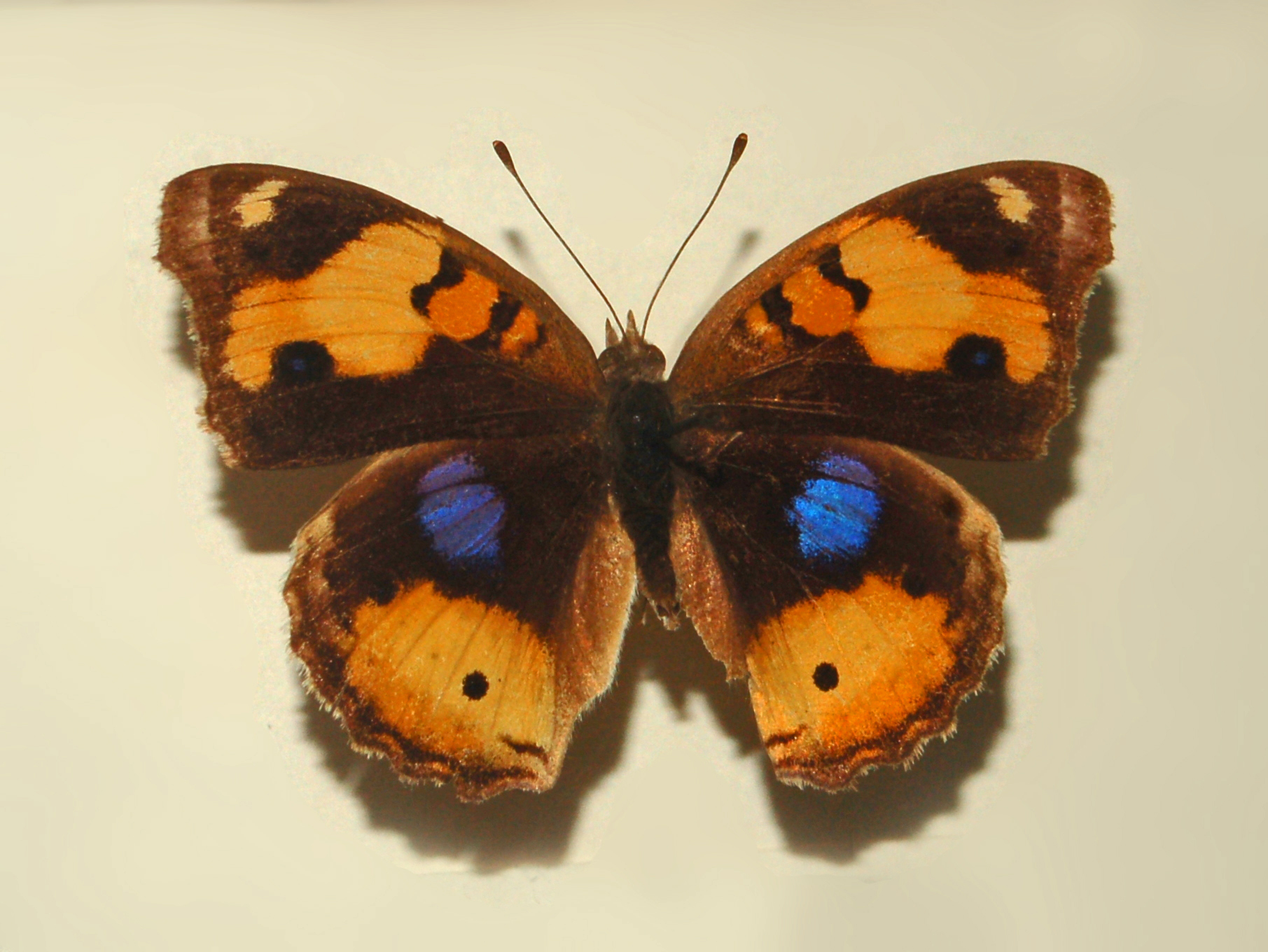
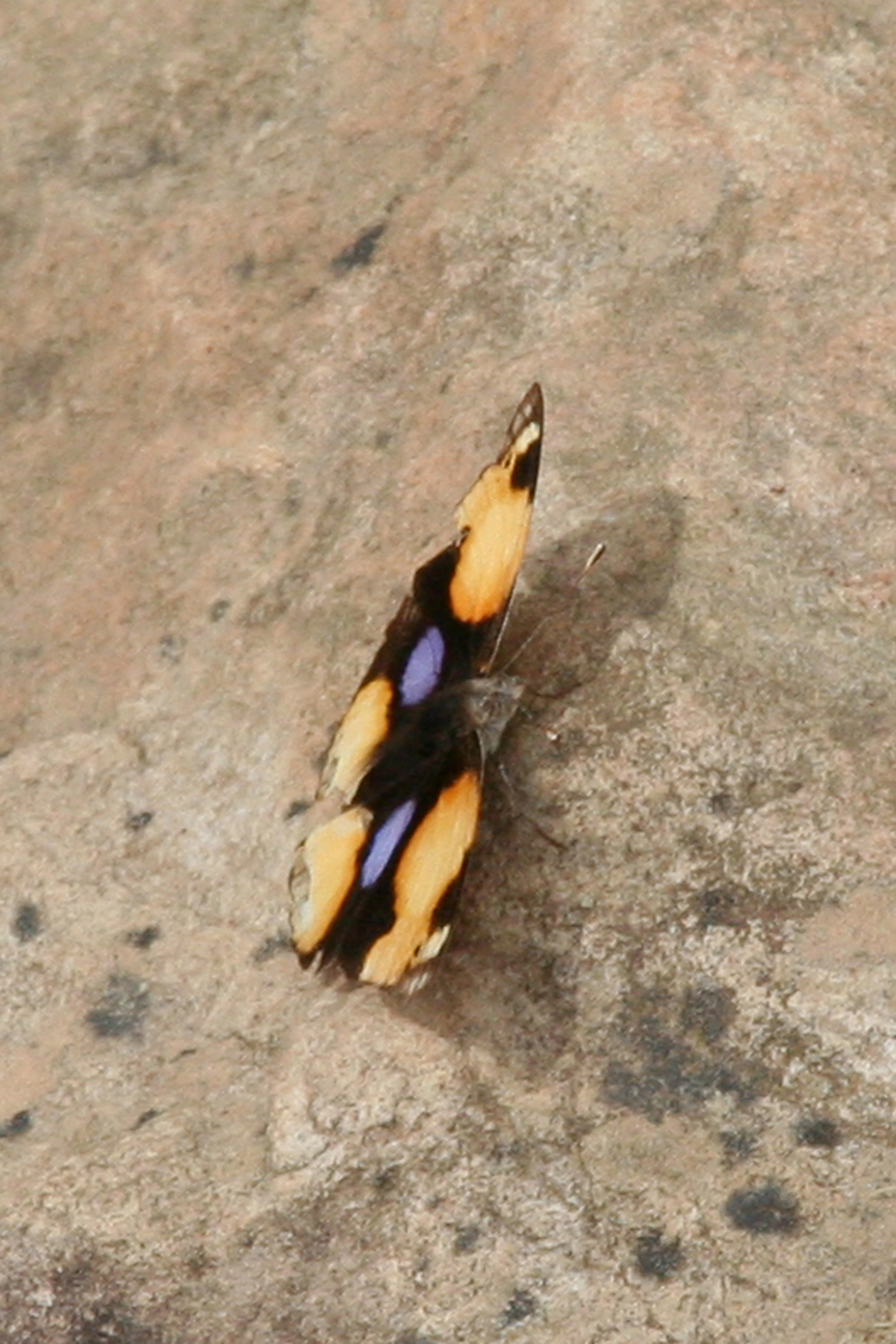